# Thymus stojanovii
Thymus stojanovii là một loài thực vật có hoa trong họ Hoa môi. Loài này được Degen miêu tả khoa học đầu tiên năm 1924 publ. 1925.